# Shirakiacris shirakii
Shirakiacris shirakii är en insektsart som först beskrevs av Bolívar, I. 1914.  Shirakiacris shirakii ingår i släktet Shirakiacris och familjen gräshoppor. Inga underarter finns listade i Catalogue of Life.